# أحمد بن علي آل الشيخ مبارك
الشيخ أحمد بن علي بن عبد الرحمٰن آل الشيخ مبارك، أديب وديبلوماسي سابق وهو أحد أبرز أدباء المملكة العربية السعودية المعاصرين، ويعد رائد الأدب الأحسائي الحديث، ويلقب بعميد الأدب الأحسائي، كما يلقب بشيخ أدباء الأحساء، وكان له نشاط ثقافي كبير، إضافة إلى توليه عدد من المناصب الهامة في السعودية.

## سيرته
هو أحمد بن علي بن عبد الرحمٰن بن عبد اللطيف بن مبٰرك، وينتهي نسب أسرته ( آل الشيخ مبارك ) إلى قبيلة تميم.
ولد عام (1340هـ _1922م)، في الأحساء بمدينة الهفوف، المملكة العربية السعودية. بدأ تعليمه بقراءة القران وتعلم الكتابة، ثم واصل تعلم العلوم الدينية والعربية على يد والده وثلة من مشايخ الأحساء كعبد العزيز بن صالح العلجي، وعبد العزيز بن حمد آل مبارك، ومبارك بن عبد اللطيف آل مبارك وأحمد بن سعد ال مهيني، وحضر مجالس الأدب والفقه العامرة آنذاك  و في سنة 1354هـ سافر إلى البحرين وتنقل في عدة جزر بالخليج، ثم اتجه إلى الكويت ومنها إلى البصرة فبغداد، ودرس في دار العلوم العربية والدينية، ثم رحل إلى مصر. حيت تخرج في كلية اللغة العربية التابعة لجامعة الأزهر. ثم التحق بجامعة عين شمس وحصل منها على دبلوم في التربية وعلم النفس. عاد إلى المملكة عام 1952م وتدرج في وظائف التعليم بمكة المكرمة وجدة ورابغ، ثم أتجه إلى العمل الديبلوماسي فانتقل إلى وزارة الخارجية وعمل في سفارات المملكة في الاردن والكويت والبصرة وغيرها وأصبح أخيرًا سفيرًا في وزارة الخارجية بالرياض حتى أحيل على التقاعد عام 1410 هـ. نشر أعماله الشعرية في عدد من الصحف والمجلات المحلية. شارك في العديد من المؤتمرات والندوات المحلية والدولية. ألقى الشعر ومارس الكتابة في مواضيع مختلفة، ونشر بعضها في الصحف. له ديوان مخطوط بعنوان «ديوان أحمد علي آل مبارك». ورواية بعنوان «في بداية الطريق» ومألفات في مواضيع أخرى ك« أسباب سقوط الخلافة العثمانية» و«تأملات في المجتع الأدب والحياة» و«تاريخ الأحساء في ماضيها وحاضرها» و«رحلة الأمل والألم» توفي في سنة 2010م.

## نشاطه الثقافي
حفلت حياة الشيخ أحمد مبارك بالتنوع الفكري والعطاء الثقافي، وقد برع في الأدب والتاريخ، فكانت له مشاركات كثيرة أكثرها محاضرات ألقاها في المحافل الفكرية والأندية الأدبية، إلى جانب الأحاديث الإذاعية ومن أبرز نشاطاته الثقافية الآتي:
- كتب عددًا من المقالات التاريخية والأدبية والاجتماعية والاستدراكية، وقد ركز فيها على الأحساء وأعلامها وأدبائها، بالإضافة إلى الكتابة عن بعض القضايا الأدبية والاجتماعية والفكرية نشر بعضها في الصحف والمجلات.
- ألقى حديثًا إذاعيًا عن حياة الملك عبد العزيز عندما كان طالبًا في الأزهر بمصر.
- ألقى محاضرة في جمعية الشبان المسلمين بالقاهرة عندما كان طالبًا في الأزهر الشريف، واستعرض في المحاضرة الحياة الأدبية في المملكة العربية السعودية.
- ألقى محاضرة عندما كان يدرس في مصر عن الأدب في شرق جزيرة العرب في جمعية الهداية الإسلامية وكان رئيسها في ذلك الحين خضر حسين.
- ألقى محاضرة بعنوان: ( الأحساء وأدباؤها ) في كلية اللغة العربية في الجامعة الأزهرية عن الأدب في الأحساء عندما كان يدرس في الأزهر بمصر.
- ألقى محاضرة في جامعة الإمام محمد بن سعود الإسلامية عن: علماء الأحساء ومكانتهم الأدبية والعلمية.
- ألقى محاضرة في ندوة الأديب عبد العزيز الرفاعي عن: الشعر الأحسائي في أواخر القرن الثالث عشر الهجري وأوائل القرن الرابع عشر الهجري .
- ألقى العديد من المحاضرات في نادي جدة الأدبي إلى جانب مشاركته في العديد من فعاليات النادي وأنشطته.

شارك في الندوة التي عقدتها الغرفة التجارية والصناعية بالأحساء، وكانت مشاركته عن الأحساء في عهد الملك عبد العزيز.
- شارك في العديد من فعاليات وأنشطة النادي الأدبي في المنطقة الشرقية، ومن مشاركاته: إلقاء محاضرة عن عبقرية الملك عبد العزيز وكان ذلك عام 1418هـ.
- ألقى محاضرة عن: دور المعلم في تنمية الثقافة والأدب في إدارة التعليم بالأحساء.
- ألقى في خميسية الشيخ حمد الجاسر موضوعًا عن: الدبلوماسية، والشعر في الأحساء في القرن الرابع عشر الهجري.
- المشاركة في مناشط المجالس الأدبية الأحسائية بإلقاء العديد من المحاضرات منها:

1. محاضرة عن ابن المقرب العيوني في سبتية الموسى.
2. محاضرة عن أدباء احسائين عاصرم في إثنينية النعيم.
3. ألقى العديد من المحاضرات في منتداه الأسبوعي ( الأحدية ) ، ومنها: ( محاضرة عن معارك الأدب في العصر الحديث، محاضرة عن الشاعر عبد العزيز بن عبد اللطيف آل الشيخ مبارك، محاضرة عن الشاعر عبد الله بن علي عبد القادر ) .[5]

## المؤلفات التي صدرت
رغم أعماله العديدة فإن الشيخ لم يصدر له سوى المؤلفات التالية:
- رحلة الأمل والألم
- سوانح الفكر
- عبقرية الملك عبد العزيز رحمه الله
- رسائل (في المودة والعتاب والاعتذار والرثاء)
- سفير الأدباء وأديب السفراء (ديوان شعر)